# Манежный спуск
Мане́жный спуск — спуск (проезд) в городе Ломоносове Петродворцового района Санкт-Петербурга. Проходит от Еленинской улицы до Дворцового проспекта. На юг с небольшим сдвигом продолжается Манежной улицей.
Название появилось в Ораниенбауме в конце 1860-х годов, но официально присвоено только 20 июля 2010 года. Дано по находившемуся поблизости (Манежная улица, 3) манежу (экзерциргаузу лейб-гвардии Волынского полка; дом 3), построенному в 1850—1851 годах и предназначенному для конных упражнений офицеров Волынского полка, расквартированного в западной части Кронштадтской колонии. По нему же назвали Манежную улицу.
Манежный спуск — один из двух проездов в Санкт-Петербурге со статусом «спуск» (см. также Ораниенбаумский спуск в Петергофе).
Всю западную сторону Манежного спуска занимает Верхний парк, почти всю восточную — жилой дом на Еленинской улице, 4, построенный в 2007 году.